# Sciades uniformis
Sciades uniformis là một loài bọ cánh cứng trong họ Cerambycidae.